# Heinz Edhofer
Heinz Edhofer (15 de Outubro de 1917 - 27 de Maio de 1978) foi um piloto alemão da Luftwaffe durante a Segunda Guerra Mundial. Voou 700+ missões de combate, nas quais abateu uma aeronave inimigas e 84 tanques. Foi condecorado com a Cruz de Cavaleiro da Cruz de Ferro no dia 30 de Novembro de 1944.